# Richard Alpert
Richard Alpert, meglio conosciuto come Ram Dass, detto Baba Ram Dass (Boston, 6 aprile 1931 – Maui, 22 dicembre 2019), è stato uno psicologo e mistico statunitense.

## Biografia
Studia psicologia all'Università di Stanford, dove conduce successivamente l'attività di ricercatore. Dal 1958 al 1963 continua la sua attività presso il Department of Social Relations and the Graduate School of Education dell'Università di Harvard.
Nel 1961, sempre ad Harvard, sviluppa (in collaborazione con i colleghi Timothy Leary e Ralph Metzner, lo scrittore Aldous Huxley ed il poeta Allen Ginsberg) intense ricerche sui processi interiori collegati all'uso di psilocibina, LSD-25 e altre sostanze chimiche psichedeliche. Su questo tipo di attività scrive due libri fondamentali: The Psychedelic Experience (di cui è coautore con Timothy Leary e Ralph Metzner) e LSD (con Sidney Cohen e Lawrence Schiller). Nel 1963 fu licenziato in tronco insieme al collega Timothy Leary dall'Università di Harvard per la controversa natura delle sue ricerche.
Nel 1967 si trasferisce momentaneamente in India, per approfondire le pratiche di meditazione e yoga presso il guru hindu Neem Karoli Baba (conosciuto anche come Maharaji) da cui riceve il nome di Ram Dass ("servo di Dio"). Nel contempo si avvicina ad altre varietà di pratiche spirituali e filosofiche collegate al pensiero Hindu ed al Buddismo Zen.
Nel 1971 pubblica Be Here Now (quello che viene considerato il suo capolavoro) che verrà diffuso negli anni in più di un milione di copie.
Nel 1974, Ram Dass crea la Hanuman Foundation, dove sviluppa i progetti Prison Ashram e Dying Project. A questi si aggiunge poco dopo la Ram Dass Tape Library Foundation creata per organizzare i suoi insegnamenti e per distribuire libri e materiali sonori collegati.
Dagli anni settanta in avanti continua incessantemente le sue ricerche sull'area psichedelica, scrivendo svariati libri e portando avanti una intensa attività di divulgatore e conferenziere.
Nel 1996 Ram Dass conduce sette puntate pilota di un programma radio intitolato Here and Now with Ram Dass, trasmesse a Los Angeles e nella San Francisco Bay Area. L'esperienza si interrompe quando nel febbraio 1997 viene colpito da una parziale paralisi.
Ram Dass è cofondatore della Seva Foundation da dove continua la propria opera di divulgatore e insegnante, specialmente nel campo delle pratiche spirituali.
Muore a Maui il 22 dicembre 2019, aveva 88 anni.

## Documentari
- 2001 Ram Dass, Fierce Grace (documentario biografico a cura della Lemle Productions)
- 2017 Ram Dass - Ritornare a casa (documentario diretto da Derek Peck[1] e distribuito in Italia da Netflix)